# 845 Naval Air Squadron
845ème Escadron aéronaval
Le 845 Naval Air Squadron ou 845 NAS, surnommé les Junglies, est un escadron de la Royal Navy du Fleet Air Arm. Il est basé à la Royal Naval Air Station Yeovilton (RNAS Yeovilton) dans le Somerset. L'escadron a été formé en 1943, dissout  deuxfois et reformé en 1962. Il sert actuellement sur le HM2 Merlin et fournit un soutien au transport de troupes et au levage de charge à la 3 Commando Brigade des Royal Marines. En 2012, l'escadron a fêté ses 50 ans depuis qu'il a obtenu le statut de « commando ».

## Historique

### Origine

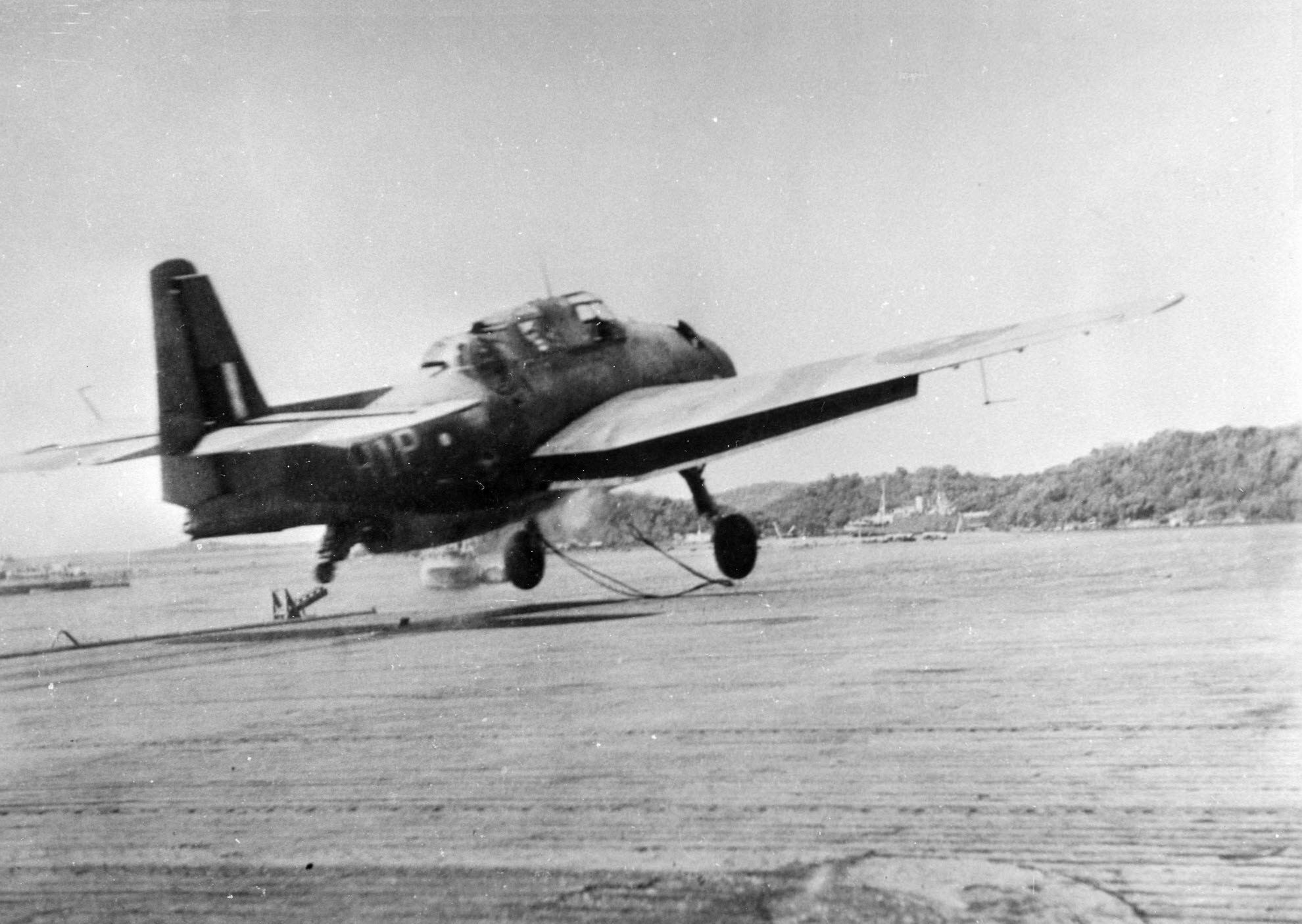
Un "Avenger" du 845 NAS décollant du HMS Empress

Le 845 NAS s'est formé le 1er janvier 1943 au Quonset Point Air National Guard Station, en tant que Torpedo Bomber Reconnaissance Squadron (TBRS) pilotant le nouveau Grumman TBF Avenger, conçu pour remplacer le Fairey Swordfish vieillissant. L'escadron a pris part à son premier service actif en bombardant en piqué une raffinerie de pétrole à Surabaya, Java, en mai 1944, embarqué sur le HMS Empress (D42). L'année suivante, l'escadron a participé à des actions au-dessus de la Malaisie, de Ceylan et de Sumatra avant d'être dissout en 1945.

### Après-guerre
Le 845 NAS réformé le 15 mars 1955, à Gosport pour être une unité de lutte anti-sous-marine pilotant le Westland Whirlwind HAS.22 nouvellement éprouvé, avec lesquels il a servi sur plusieurs navires en Méditerranée et en Indonésie. En avril 1956, l'escadron s'est déployé sur le HMS Ocean (R68) et le HMS Theseus (R64) pour participer à la revue de la flotte et à divers exercices d'entraînement. Une grande partie de la formation a été menée avec les Royal Marines dans les environs de Malte et les a mis en grande place pour l'approche de la crise du canal de Suez. Les leçons de la crise de Suez n'ont pas été perdues pour le gouvernement, qui a entrepris de mettre en place des forces amphibies capables de se déployer et de réagir rapidement. L'épine dorsale de ces forces serait constituée d'hélicoptères opérant à partir de grands navires conçus pour la guerre amphibie.
Après s'être rééquipé de Whirlwind HAS.7, l'escadron a rejoint le HMS Bulwark (R08) pour une commission au Moyen et en Extrême-Orient à la fin de 1957. Au cours des années 1950, le 845 NAS était le seul escadron à opérer en tant qu'unité de recherche et sauvetage de première ligne.
Après une nouvelle dissolution au milieu de 1959, l'escadron a été réformé le 10 avril 1962, en tant qu'escadron commando d'hélicoptères avec Westland Wessex HAS.1. Embarqué à bord du HMS Albion (R07), le navire a reçu l'ordre de faire route pour Singapour pour aider à réprimer la rébellion à Brunei et la Confrontation indonésio-malaisienne qui a suivi.  Après avoir été relevé en 1965, par le 848 Naval Air Squadron (en), le 845 NAS retourna au Royal Naval Air Station Culdrose, pour se rééquiper du nouveau bi-turbine Wessex HU.5 et revenir à Bornéo, en juin 1966.
Après quelques années calmes, une présence permanente devait être établie en Irlande du Nord, ce qui a abouti à un roulement roulant de six semaines pour tous les équipages commando pour soutenir les unités au sol. En janvier 1972, le 845 NAS embarqua sur le HMS Bulwark pour l'opération Exit, le retrait de Malte.

### Guerre des Malouines

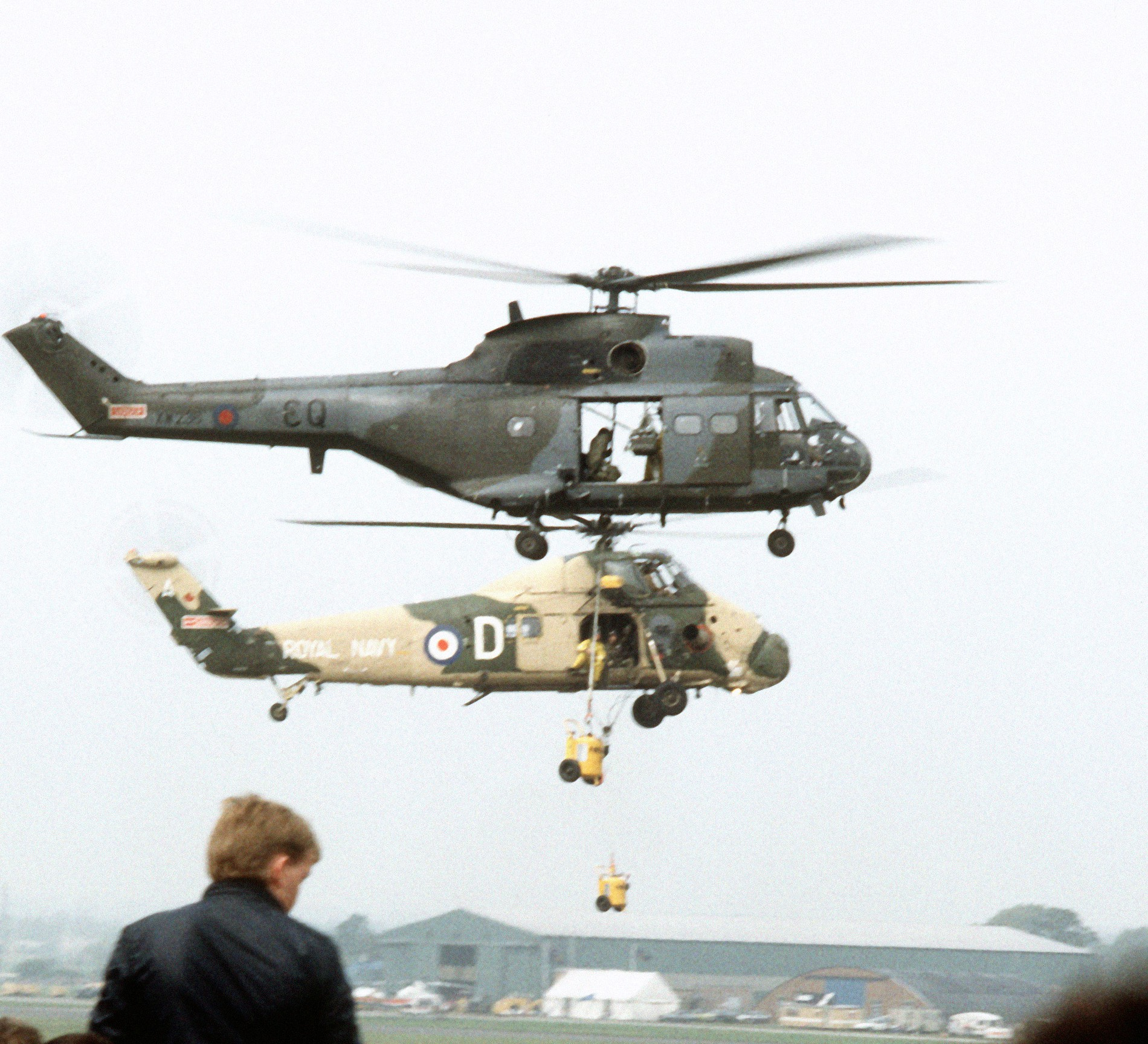
Un 845 NAS Wessex HU.5 (arrière-plan) et RAF Puma (premier plan) à Farnborough en septembre 1982

En avril 1982, l'invasion argentine des îles Falkland  a entraîné le rappel de tous les équipages d'Irlande. D'autres étaient déjà partis vers l'Atlantique Sud avec le reste de la force opérationnelle. Après avoir été initialement chargé de réapprovisionner le convoi en passant l'île de l'Ascension, l'escadron a inséré des troupes SAS en Géorgie du Sud, ce qui a précédé sa reprise. L'escadron a continué à aider les troupes au sol pendant la guerre jusqu'à la capitulation de l'Argentine en 1982 à Port Stanley.

### Années 1990

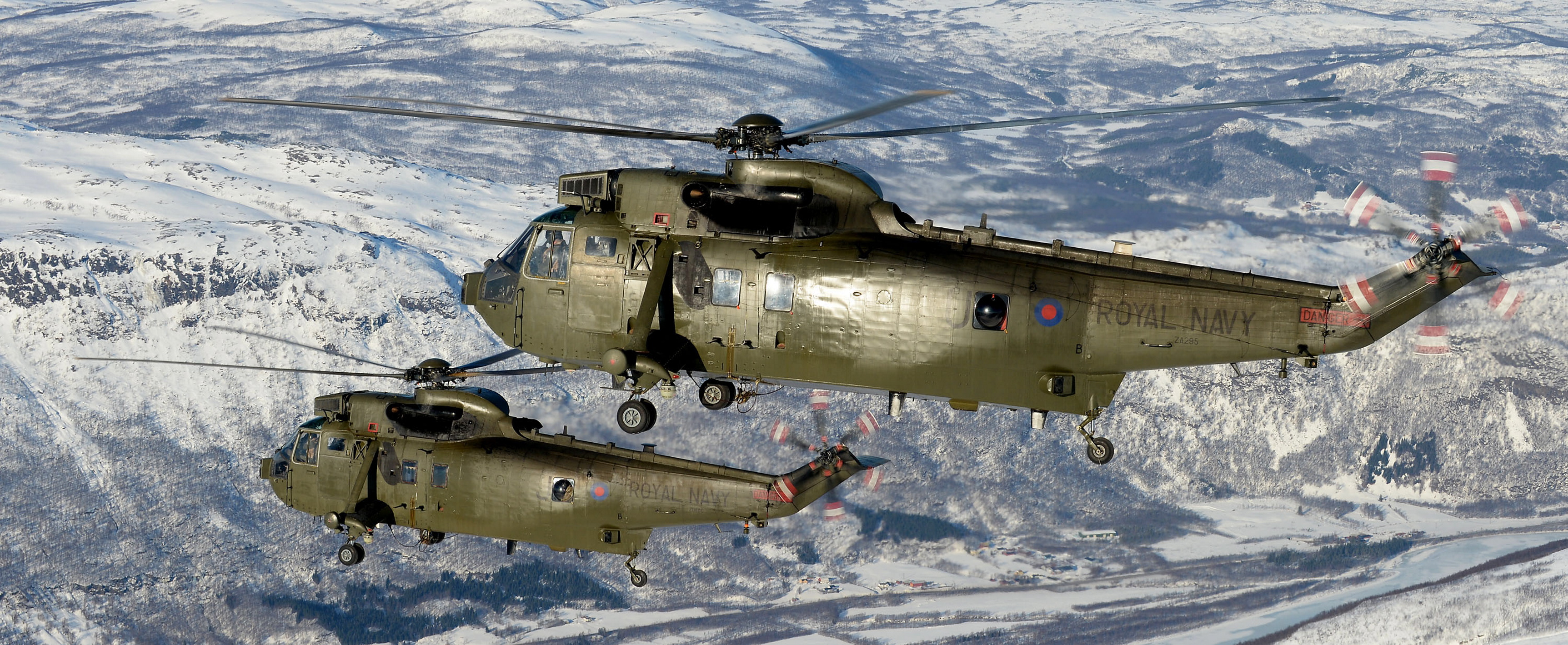
Sea King HC4 de 845 NAS au-dessus de la Norvège du Nord en 2014

Après la guerre des Malouines, le 845 NAS a rattrapé son escadron jumeau 846 Naval Air Squadron en s'équipant de l'hélicoptère Sea King HC4. Depuis lors, 845 NAS s'est entraîné dur pour être la principale force de contingence du Royaume-Uni. En 1990, l'Operation Granby (en), a vu une force normalement habituée à opérer dans des conditions arctiques, s'est déployée dans les déserts arabes du golfe. Par conséquent, l'escadron a été fortement impliqué dans la première guerre du Golfe, avant de retourner au Royaume-Uni et de rétablir une présence en Irlande du Nord entre 1992 et 2002. Les années 1990 ont également vu le 845 NAS se déployer dans des opérations en Bosnie pendant les guerres de Yougoslavie, soutenant les missions de maintien de la paix de la FORPRONU et de l'OTAN dans le pays, assurant le transport et évacuant les réfugiés et les blessés.

### Années 2000-2010
Outre la Bosnie, l'escadron a également été appelé au déploiement initial en Afghanistan après les Attentats du 11 septembre 2001, dans le cadre de l'Opération Oracle.
Au cours de la même période, le 845 NAS ont également rempli leurs engagements en Sierra Leone et, en 2003, ont emmené les premières troupes en Irak lors de l'assaut sur la péninsule d'Al-Faw. Ayant quitté l'Irak en 2007, l'escadron s'est ensuite déployé en Afghanistan où il a opéré dans la province de Helmand et principalement basé à Camp Bastion.

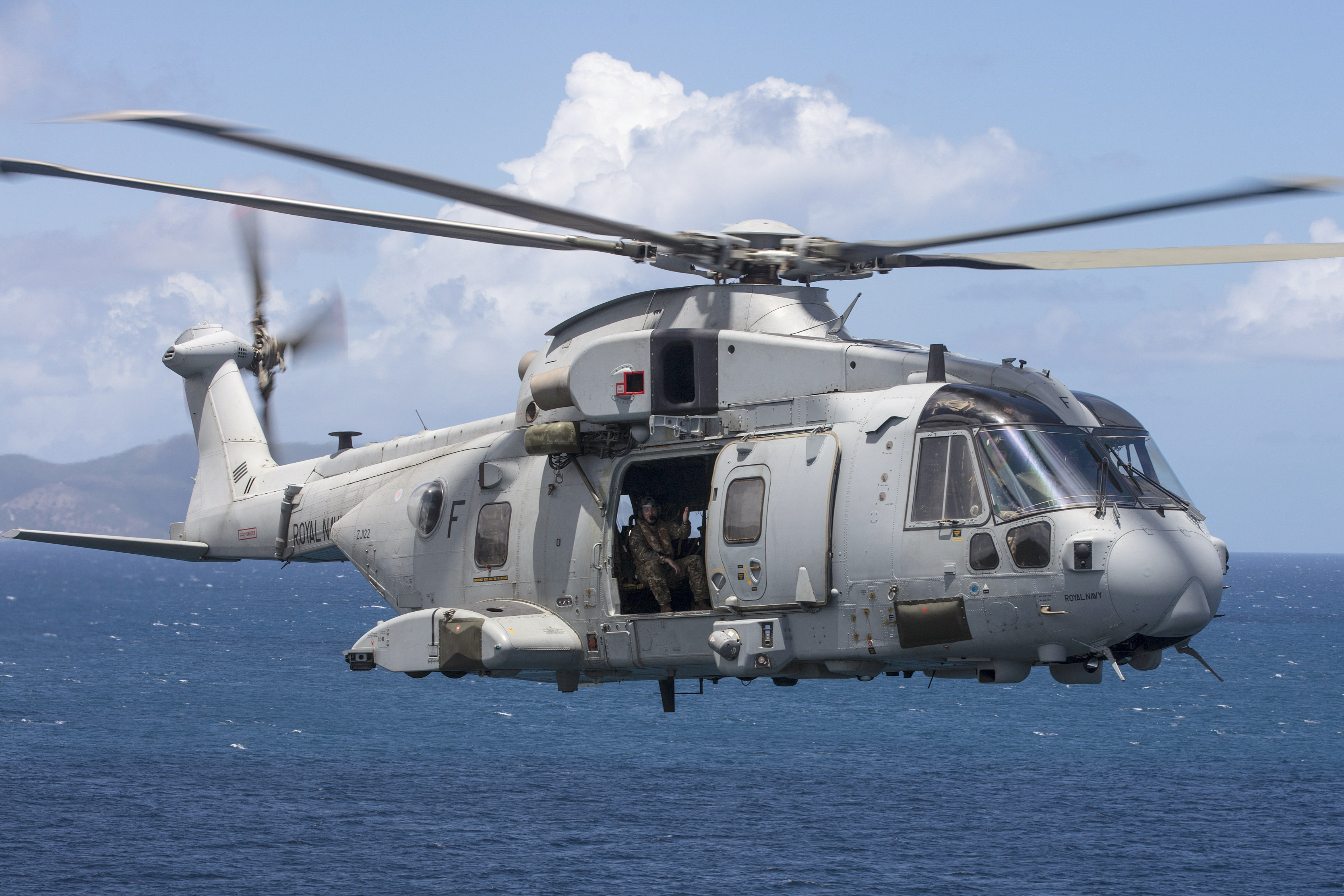
Merlin HC4 du 845 NAS dans les Caraïbes, 2020

En octobre 2011, ils sont revenus d'Afghanistan à leur base  au Royaume-Uni. L'escadron a fourni un soutien aérien à l'entraînement de l'infanterie et a participé à de nombreux exercices amphibies, garantissant ainsi que le Royaume-Uni est en mesure d'opérer efficacement dans l'environnement littoral et est donc préparé à toute éventualité. Cela a été montré en 2011 lors de l'Opération Ellamy en Libye et aux alentours. Il a reçu ses hélicoptères Merlin  de l'ancien No. 28 Squadron RAF (en) en juillet 2015 et a participé à l'exercice Black Alligator de la mi-août au début octobre 2015.
En juin 2019, l'escadron s'est embarqué sur le RFA Argus (A135) (en) pour un déploiement en mer Baltique dans le cadre de la Joint Expeditionary Force. L'escadron a pratiqué des débarquements amphibies aux côtés des Wildcats du 847 Naval Air Squadron dans le cadre de l'exercice Baltic Protector en mer Baltique. Il est l'un des escadrons de la Fleet Air Arm pour le Joint Expeditionary Force (Maritime) (en).

### UK Carrier Strike Group 21
Le 845 NAS a embarqué sur le  HMS Queen Elizabeth (R08) pour son premier déploiement en 2021, lors de l'United Kingdom Carrier Strike Group 21, avec d'autres éléments de la Fleet Air Arm de la Royal Navy en tant qu'unité de transport de troupe et logistique.